# Aire urbaine de Lourdes
L'aire urbaine de Lourdes est une aire urbaine française centrée sur la ville de Lourdes.

## Caractéristiques
En 2020, l'Insee définit un nouveau zonage d'étude : les aires d'attraction des villes. L'aire d'attraction de Lourdes remplace désormais son aire urbaine, avec un périmètre différent.
D'après la délimitation établie par l'INSEE en 2010, l'aire urbaine de Lourdes est composée de 33 communes, toutes situées dans les Hautes-Pyrénées.
Son pôle urbain est l'unité urbaine de Lourdes (couramment : agglomération).

### Communes
Liste des communes appartenant à l'aire urbaine de Lourdes selon la nouvelle délimitation de 2010 et sa population municipale en 2017 (liste établie par ordre alphabétique) :
| Nom                | Code Insee | Statut | Superficie (km2) | Population (dernière pop. légale) | Densité (hab./km2) |
| ------------------ | ---------- | ------ | ---------------- | --------------------------------- | ------------------ |
| Adé                | 65002      |        | 7,24             | 834 (2022)                        | 115                |
| Les Angles         | 65011      |        | 3,1              | 131 (2022)                        | 42                 |
| Arcizac-ez-Angles  | 65020      |        | 1,93             | 254 (2022)                        | 132                |
| Arrayou-Lahitte    | 65247      |        | 4,81             | 99 (2022)                         | 21                 |
| Arrodets-ez-Angles | 65033      |        | 4,79             | 113 (2022)                        | 24                 |
| Artigues           | 65038      |        | 1,46             | 13 (2022)                         | 8,9                |
| Aspin-en-Lavedan   | 65040      |        | 1,77             | 301 (2022)                        | 170                |
| Barlest            | 65065      |        | 4,02             | 320 (2022)                        | 80                 |
| Bartrès            | 65070      |        | 7,31             | 510 (2022)                        | 70                 |
| Bourréac           | 65107      |        | 1,26             | 118 (2022)                        | 94                 |
| Cheust             | 65144      |        | 3,06             | 86 (2022)                         | 28                 |
| Gazost             | 65191      |        | 40,6             | 129 (2022)                        | 3,2                |
| Ger                | 65197      |        | 1,94             | 158 (2022)                        | 81                 |
| Geu                | 65201      |        | 2,67             | 184 (2022)                        | 69                 |
| Jarret             | 65233      |        | 4,44             | 303 (2022)                        | 68                 |
| Julos              | 65236      |        | 5,86             | 457 (2022)                        | 78                 |
| Juncalas           | 65237      |        | 3,51             | 167 (2022)                        | 48                 |
| Lézignan           | 65271      |        | 2,56             | 358 (2022)                        | 140                |
| Loubajac           | 65280      |        | 6,55             | 435 (2022)                        | 66                 |
| Lourdes            | 65286      |        | 36,94            | 13 266 (2022)                     | 359                |
| Lugagnan           | 65291      |        | 0,75             | 163 (2022)                        | 217                |
| Omex               | 65334      |        | 5,53             | 222 (2022)                        | 40                 |
| Ossen              | 65343      |        | 6,91             | 233 (2022)                        | 34                 |
| Ossun-ez-Angles    | 65345      |        | 2,14             | 57 (2022)                         | 27                 |
| Ourdis-Cotdoussan  | 65348      |        | 4,85             | 43 (2022)                         | 8,9                |
| Ousté              | 65351      |        | 2,35             | 35 (2022)                         | 15                 |
| Paréac             | 65355      |        | 2,42             | 76 (2022)                         | 31                 |
| Peyrouse           | 65360      |        | 4,8              | 274 (2022)                        | 57                 |
| Poueyferré         | 65366      |        | 6,2              | 830 (2022)                        | 134                |
| Saint-Créac        | 65386      |        | 2,2              | 102 (2022)                        | 46                 |
| Ségus              | 65415      |        | 10,72            | 259 (2022)                        | 24                 |
| Sère-Lanso         | 65421      |        | 4,27             | 41 (2022)                         | 9,6                |
| Viger              | 65470      |        | 3,37             | 143 (2022)                        | 42                 |

## Évolution démographique
L'évolution démographique ci-dessous concerne l'unité urbaine selon le périmètre défini en 2010.
| 1968   | 1975   | 1982   | 1990   | 1999   | 2009   | 2011   | 2013   | 2015   |
| ------ | ------ | ------ | ------ | ------ | ------ | ------ | ------ | ------ |
| 22 955 | 22 926 | 22 882 | 22 283 | 21 466 | 22 142 | 21 388 | 21 825 | 21 167 |

| 2016   | 2017   | - | - | - | - | - | - | - |
| ------ | ------ | - | - | - | - | - | - | - |
| 20 892 | 20 672 | - | - | - | - | - | - | - |

## Arrondissement, Communautés de communes et Pays
Cinq communautés de communes contribuent à la constitution de cette aire urbaine :
1. La Communauté de communes de la Baronnie des Angles ;
2. La Communauté de communes Batsurguère ;
3. La Communauté de communes de Castelloubon ;
4. La Communauté de communes de la Croix blanche ;
5. La Communauté de communes du Pays de Lourdes.

Elle est incluse dans le Pays des vallées des gaves et dans l'arrondissement d'Argelès-Gazost.